# Perry, Missouri
Perry är en ort i Ralls County i Missouri. Vid 2010 års folkräkning hade Perry 693 invånare.